# Гавриков Віктор Миколайович
Гавриков Віктор Миколайович (29 липня 1957, Криуляни — 27 квітня 2016) — литовський шахіст i шаховий тренер, гросмейстер від 1984 року, у 1993—1997 роках представник Швейцарії.

## Шахова кар'єра
Перші успіхи почав здобувати наприкінці 1970-х років. 1978 року поділив 2-ге місце (разом з Сергієм Долматовим) у молодіжному (до 26 років) чемпіонаті Радянського Союзу, який відбувся в Вільнюсі. У 1981 році вперше взяв участь у чемпіонаті СРСР, посівши у Фрунзе 4-те місце. 1983 року в Юрмалі здобув звання молодіжного чемпіона СРСР, а також переміг на міжнародному турнірі у Тбілісі. Через рік святкував перемогу у Наленчуві. Наступний, 1985 рік, став найкращим у його кар'єрі. Спочатку переміг (разом з Михайлом Гуревичем i Олександром Черніним) у фіналі чемпіонату СРСР, що відбувся в Ризі, а потім взяв участь у міжзональному тцрнірі у Тунісі. Був дуже близько до потрапляння в матчі претендентів (на тому турнірі поділив 4-те місце, а потім у додатковому матчі поступився Олександрові Черніну з рахунком 2½ — 3½ i вибув з подальшої боротьби). 1986 року поділив 2-ге місце на чемпіонаті СРСР у Києві. У 1988 році здобув бронзову медаль на 1-му чемпіонаті Європи зі швидких шахів у Хіхоні. 1989 року переміг (разом з Михайлом Красенковим) в Будапешті, а також в Берліні (турнір Berliner Sommer). 1992 року єдиний раз взяв участь у шаховій олімпіаді. У 1993 році поділив 1-ше місце в Барселоні, а також переміг у Волені. 1994 року посів 1-ше місце (перед Рафаелем Ваганяном) у Біль. У 1996 році переміг у фіналі чемпіонатів Швейцарії, що відбувся в Арозі. 1999 року переміг (разом з Джонатаном Спілменом) у Катрінехольмі. Рік по тому поділив 1-ше місце на чемпіонаті Литви, який проходив у Вільнюсі за швейцарською системою. У 2001 року переміг у Гетеборгу, а також посів 2-ге місце (позаду Костянтина Сакаєва) на меморіалі Пауля Кереса у Таллінні.
Найвищий рейтинг у кар'єрі мав 1 липня 1995 року, досягнувши 2605 пунктів ділив тоді 50-59-те місце в світовій класифікації ФІДЕ, водночас посідав 2-ге місце (позаду Віктора Корчного) серед швейцарських шахістів.
У 1980—1986 роках був тренером Нани Александрії, коли 1981 року вона була претенденткою на звання чемпіонки світу.

## Зміни рейтингу
| На цьому місці має відображатися графік чи діаграма, однак з технічних причин його відображення наразі вимкнено. Будь ласка, не видаляйте код, який викликає це повідомлення. Розробники вже працюють для того, щоби відновити штатне функціонування цього графіка або діаграми. | |
| | На цьому місці має відображатися графік чи діаграма, однак з технічних причин його відображення наразі вимкнено. Будь ласка, не видаляйте код, який викликає це повідомлення. Розробники вже працюють для того, щоби відновити штатне функціонування цього графіка або діаграми. |